# Яунгад, Хабэча Хываревич
Хабэча Хываревич Яунгад (творческий псевдоним — Фёдор Константинович Карский; 15 июля 1950, Сёяха, Тюменская область — 11 марта 2024, Салехард, Тюменская область) — главный редактор окружной национальной газеты «Няръяна Ӈэрм» на ненецком языке.

## Биография
Родился 15 июля 1950 года у пролива Малыгина в Ямальском районе Ямало-Ненецкого национального округа Тюменской области в семье оленеводов.
В 1976—1981 годах находился на заочном обучении в Вологодском педагогическом институте на факультете истории и обществознания. Смог пройти путь от переводчика до главного редактора окружной газеты на ненецком языке «Няръяна Ӈэрм». С 1982 года возглавлял окружную национальную газету «Наръяна Ӈэрм» (Салехард).
В 2006 году Яунгаду была объявлена благодарность Министра культуры и массовых коммуникаций Российской Федерации.
В 2007 году в Салехарде в культурно-досуговом центре «Наследие» к 76-летию образования ЯНАО прошла выставка фоторабот Х. Яунгада «365 дней под открытым небом». На снимках была представлена повседневная жизнь рыбаков и оленеводов.
В декабре 2007 года Хабэча Яунгаду было присвоено звание «Почётный гражданин Ямало-Ненецкого автономного округа».
Являлся членом Союза журналистов России (1981).
В ноябре 2018 года вышел на пенсию.
11 марта 2024 года стало известно о смерти Хабэчи Яунгада в Салехарде.